# Abd ar-Rahman Nana
Abd ar-Rahman Nana, Abderrahman Naanaa (ar. عبد الرحيم نعناع; ur. 17 czerwca 1965) – marokański zapaśnik walczący w stylu klasycznym. Dwukrotny olimpijczyk. Zajął dziewiąte miejsce w Barcelonie 1992 i odpadł w eliminacjach turnieju w Seulu 1988. Startował w kategorii 57 kg.
Zajął trzydzieste miejsce w mistrzostwach świata w 1995. Piąty i szósty na igrzyskach śródziemnomorskich w 1993. Pięciokrotny medalista mistrzostw Afryki, złoto w 1990, 1993 i 1994. Wicemistrz igrzysk frankofońskich w 1994 roku.
- Turniej w Seulu 1988

Przegrał obie walki, kolejno z zawodnikiem Korei Południowej Lee Jae-seokiem i Szwedem Peterem Stjernbergiem i odpadł z turnieju.
- Turniej w Barcelonie 1992

Pokonał Meksykanina Armando Fernándeza i przegrał z Finem Keijo Pehkonenem i Rumunem Marianem Sandu.